# Monastyr Michajłowski o Złotych Kopułach
Monastyr Michajłowski o Złotych Kopułach  (ukr. Михайлівський золотоверхий монастир) – prawosławny zespół klasztorny w Kijowie. Cerkiew katedralna (główna świątynia) Kościoła Prawosławnego Ukrainy.
Pierwotny, niezachowany kompleks budynków sakralnych został zbudowany przez Światopełka II i rozbudowywany w XVIII wieku. Składał się z budynków monasteru, soboru św. Michała Archanioła, dzwonnicy (1716–1719), refektarza z cerkwią św. Jana Teologa (1713) oraz Bramy Ekonomicznej (1760). W latach 1934–1937 zburzony na mocy decyzji Biura Politycznego KC Komunistycznej Partii (bolszewików) Ukrainy. Po 1991 i uzyskaniu niepodległości przez Ukrainę klasztor odbudowano.

## Historia
Według kronik ruskich pierwsza świątynia na tym miejscu została założona przez metropolitę kijowskiego Michała na miejscu wcześniejszej świątyni pogańskiej. Drewniany monaster ufundował książę Izasław, natomiast jego syn Światopełk nakazał budowę świątyni murowanej (1108–1113) jako wotum dziękczynne za zwycięstwo w walkach z Połowcami (1111). Był to pierwszy obiekt sakralny na Rusi, którego kopuły zostały pokryte złotem.
Monaster poniósł straty w czasie najazdu Mongołów w 1240, kiedy najeźdźcy zrabowali wyposażenie klasztornej cerkwi i złoto z kopuł obiektu. Kolejne dwa stulecia były okresem stagnacji; dopiero około 1496 na terenie monasteru podjęto prace budowlane, które powiększyły wielkość budynków. Szczególnego rozmachu prace nabrały za czasów ihumena Hioba (1619–1620). Również wsparcie finansowe ze strony hetmanów kozackich pozwoliło na dokonanie w I połowie XVII wieku znaczących zmian: budowy nowego monasteru, pomieszczeń dla pielgrzymów oraz przebudowy wcześniejszych obiektów w stylu barokowym. Do jednej istniejącej kopuły dobudowano dalszych sześć. Zachowano jednak wystrój wnętrza w stylu bizantyjskim. Monaster stał się, dzięki relikwiom św. Barbary, jednym z ważniejszych miejsc pielgrzymkowych na Ukrainie. 
Mimo sekularyzacji części majątków ziemskich monasteru w XVIII wieku obiekt należał do najbogatszych klasztorów w Imperium Rosyjskim, liczył 240 mnichów. 
Po przewrocie bolszewickim (rewolucji październikowej) i sowietyzacji Ukrainy, w 1922 monaster został zamknięty dla wiernych. W latach 30. XX wieku został uznany przez komisję powołaną przez władze stalinowskie za zabytek baroku kozackiego, a nie obiekt sięgający czasów Rusi Kijowskiej, i przez to zbyt mało cenny, by finansować jego konserwację. Udało się uratować z niego jedynie część wyposażenia soboru św. Michała, w tym 45 metrów kwadratowych mozaiki w stylu bizantyjskim. Usunięte mozaiki trafiły do różnych placówek muzealnych Kijowa i Moskwy. Rozbiórkę całego kompleksu ukończono w latach 1934–1936 przy użyciu dynamitu. Na miejscu monasteru miał stanąć zespół nowych obiektów rządowych, jednak ukończono jedynie budowę części z nich – dzisiejszego Ministerstwa Spraw Zagranicznych Ukrainy oraz kilku obiektów sportowych. Z oryginalnego zespołu architektonicznego pozostał jedynie refektarz (w 1963 uznany za zabytek kultury). 
Monaster został odbudowany w latach 1997–1998, otwarty dla wiernych w rok później. W 2000 ukończono prace związane z ponowną dekoracją wnętrza.
W soborze św. Michała Archanioła w lutym 2014 r. urządzono szpital polowy dla rannych w protestach trwających od listopada 2013 na Placu Niepodległości.
W 2017 na ścianie Monastyru od strony placu św. Michała powstała Ściana Poległych za Ukrainę, która upamiętnia ukraińskich ochotników, żołnierzy i przedstawicieli służb mundurowych, którzy zginęli podczas wojny rosyjsko-ukraińskiej..
W grudniu 2018 r. sobór św. Michała Archanioła stał się główną świątynią Kościoła Prawosławnego Ukrainy. 

## Galeria

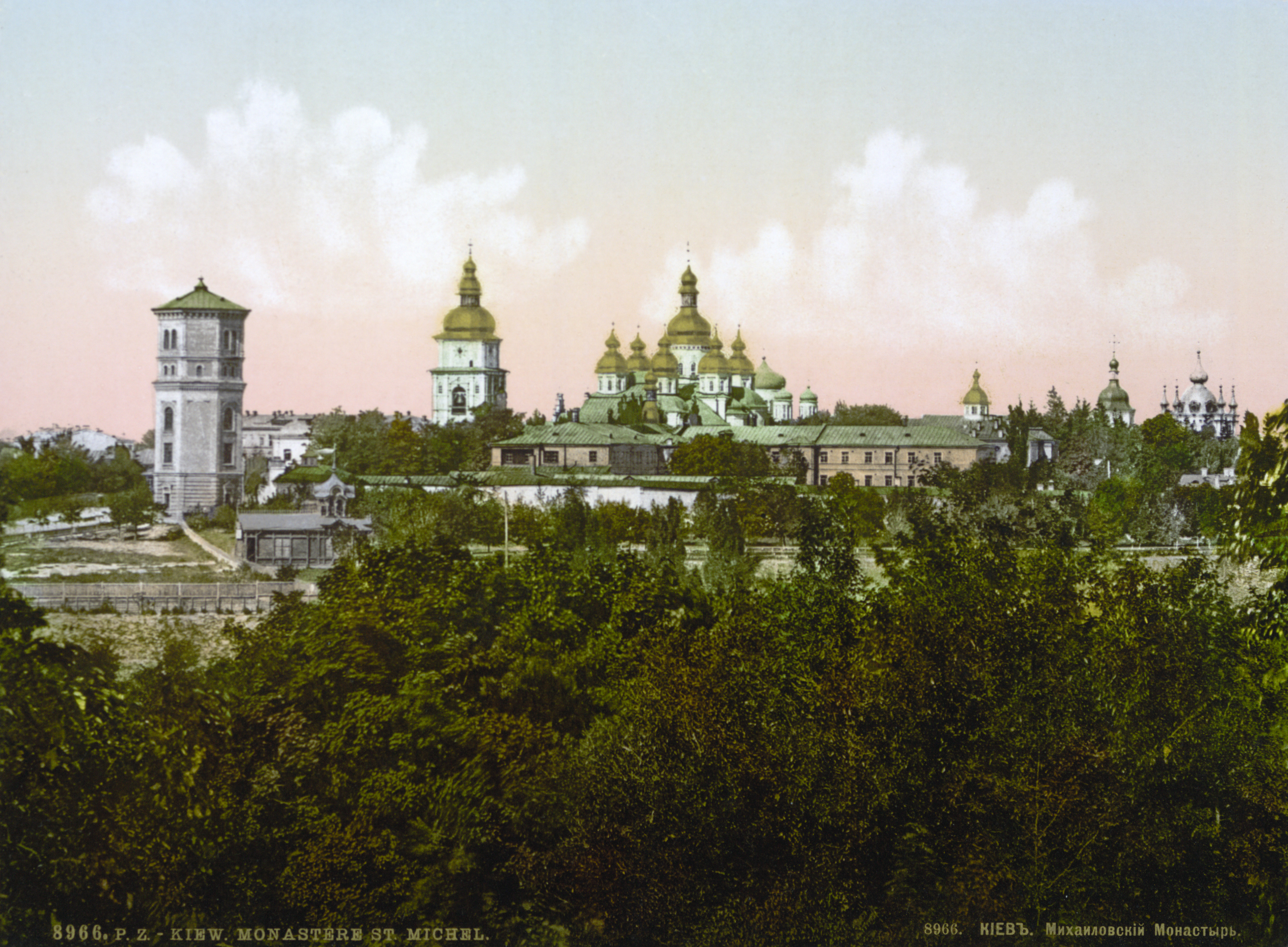
Widok monasteru na początku XX wieku
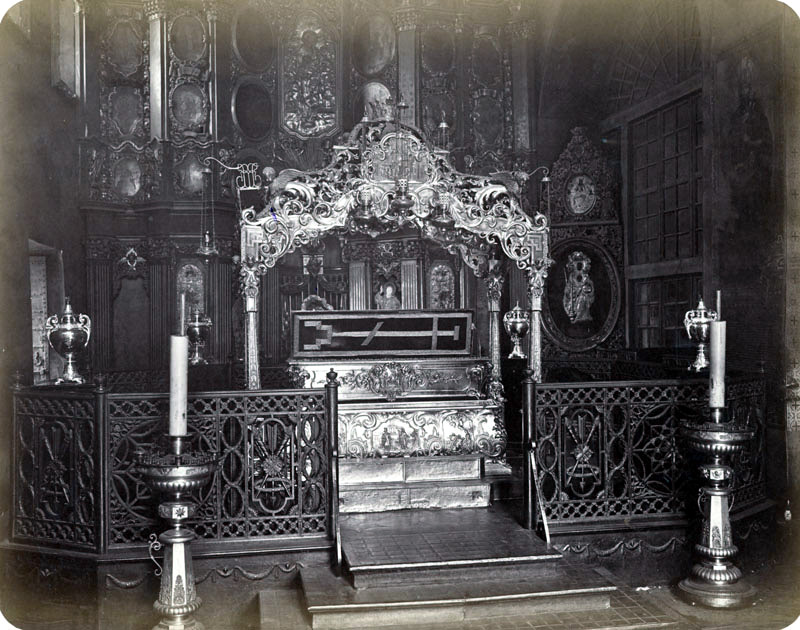
Relikwie św. Barbary
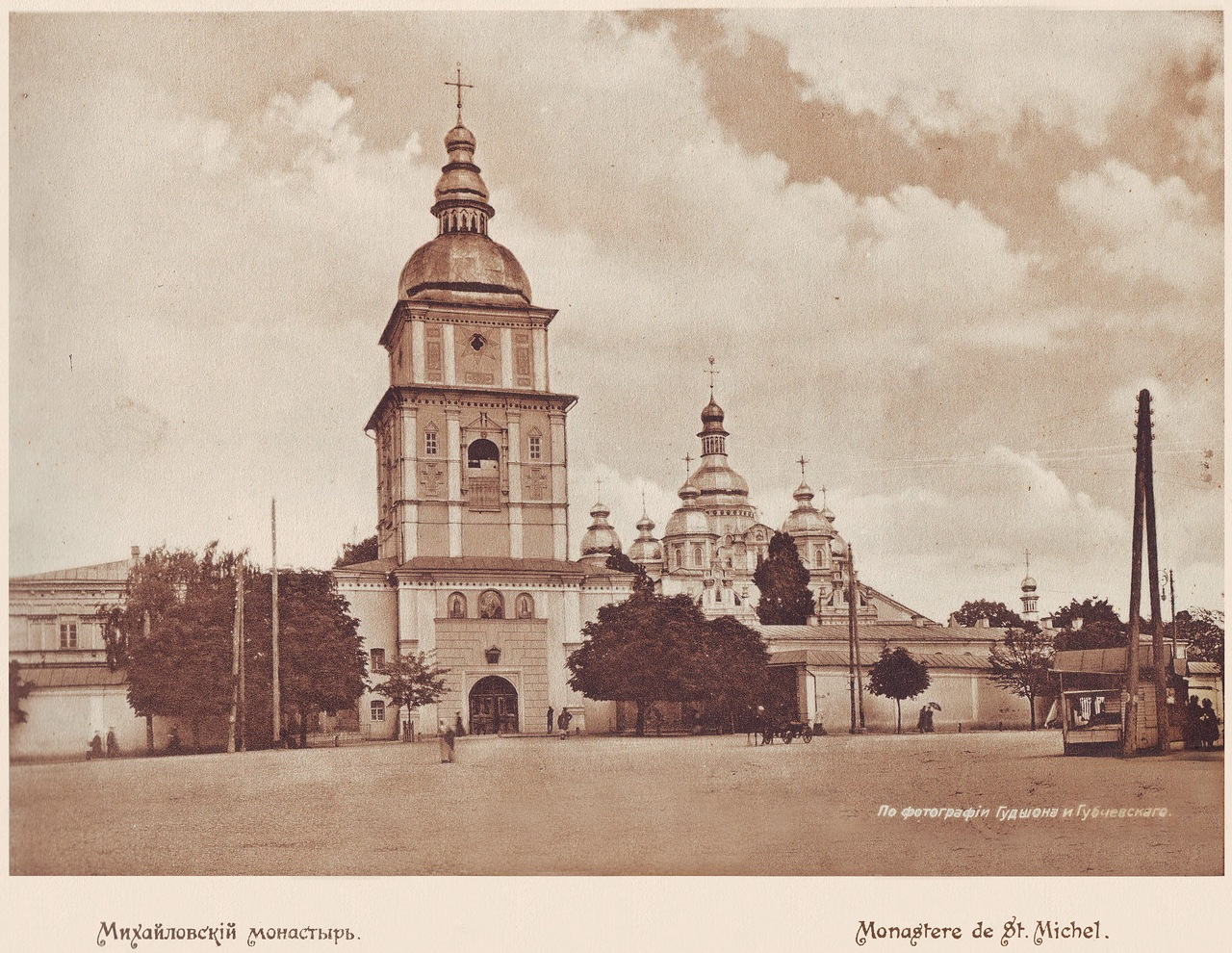
Monaster w 1911 r.
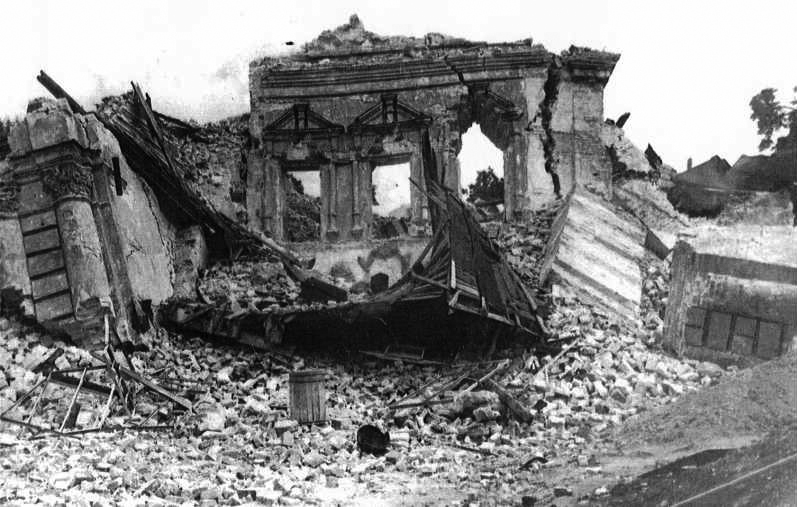
Ruiny monasteru po wysadzeniu przez władze sowieckie 14 sierpnia 1937 r.
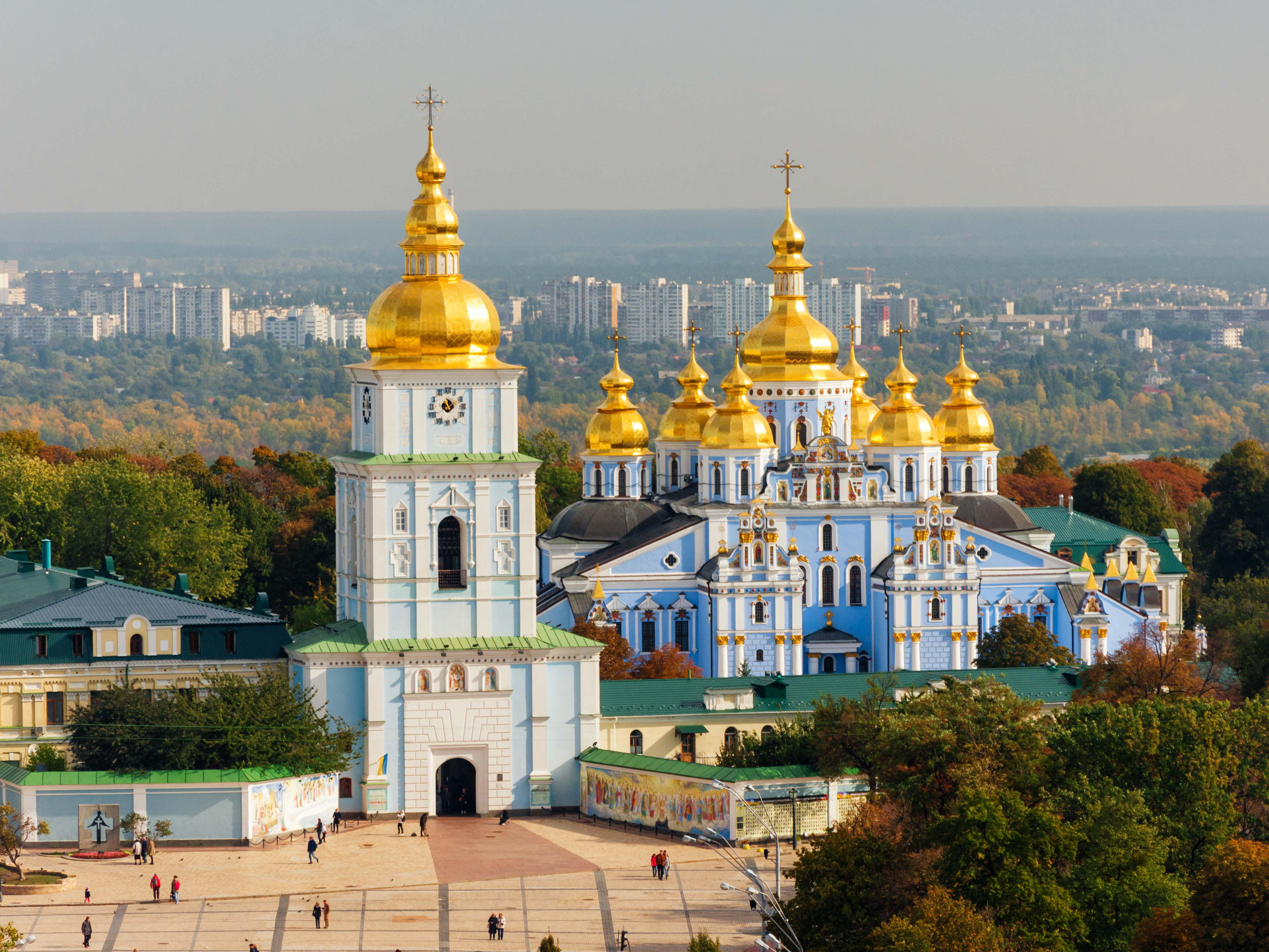
Widok współczesny
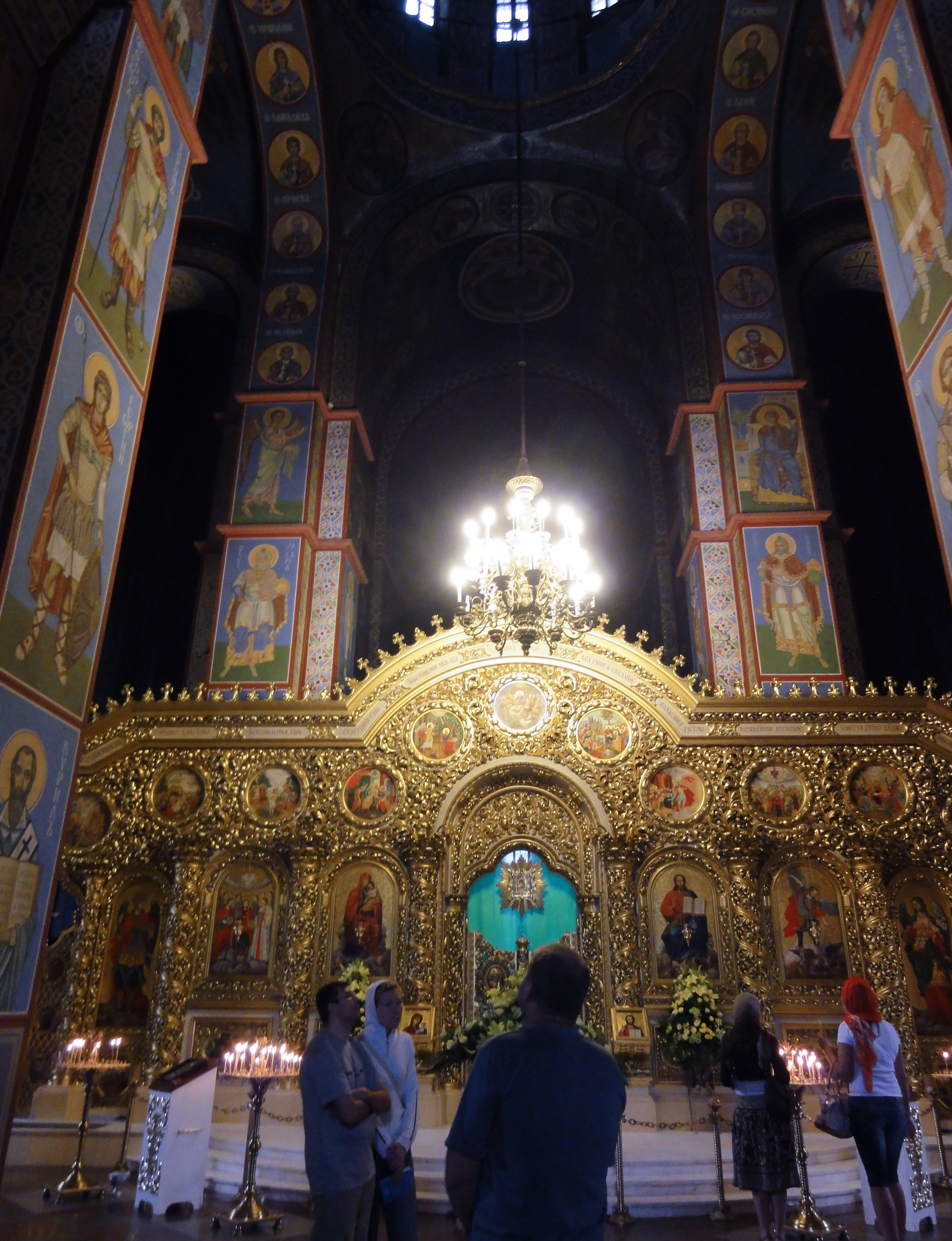
Wnętrze soboru